# آکتور (مجموعه نمایش خانگی)
آکتور مجموعهٔ نمایش خانگی ایرانی در ژانر درام به کارگردانی نیما جاویدی و تهیه‌کنندگی مجید مطلبی است. در این سریال نوید محمدزاده، احمد مهرانفر، هستی مهدوی‌فر، هانیه توسلی، گلاره عباسی، هومن برق‌نورد و مهراوه شریفی‌نیا به ایفای نقش پرداخته‌اند. پخش این سریال از ۶ بهمن ۱۴۰۱ در شبکه‌های فیلیمو و نماوا آغاز و در ١٨ خرداد ١۴٠٢ به پایان رسید. آکتور در رقابت با سریال‌های بین‌المللی موفق به کسب جایزه بزرگ جشنوارهٔ سرزمانیا شد. و در ادامه جایزه بهترین فیلمنامه از جوایز جهانی درامای سئول در کره جنوبی را کسب کرد.
شبکه تلوزیونی فرانسوی-آلمانی آرته سریال آکتور را برای پخش خرید و دوبله کرده است.آکتور به عنوان اولین سریال ایرانی با دوبله فرانسوی و آلمانی توسط پلتفرم و کانال آرته به صورت گسترده در اروپا پخش میشود.

## خلاصهٔ داستان
داستان این سریال، درباره زندگی پر فراز و نشیب چند بازیگر مستعد تئاتر است که بعد از پیشنهادی که به آن‌ها می‌شود زندگی‌ شان  درگیر ماجراهایی پیچیده می‌شود.

## بازیگران
| بازیگر          | نقش             |
| --------------- | --------------- |
| نوید محمدزاده   | علی همتی        |
| احمد مهران‌فر    | مرتضی           |
| هستی مهدوی‌فر    | آلما پوراسماعیل |
| هومن برق‌نورد    | صمدیان          |
| هانیه توسلی     | نازی            |
| سها نیاستی      | سارا            |
| گلاره عباسی     | مریم            |
| مهراوه شریفی‌نیا | لیلی            |
| فریده سپاه‌منصور | بی‌بی            |
| زهره صفوی       | خانم‌جان         |
| رویا جاویدنیا   | خانم محشوریان   |
| مجید پتکی       | غفور            |
| آرش فلاحت پیشه  | وحید            |
| لیلی فرهادپور   | نزهت            |

## خرید حق پخش سریال در اروپا
برای اولین بار در ایران شبکه فرانسوی ـ آلمانی «آرته» به‌تازگی سریال ایرانی «آکتور» را برای پخش خرید و دوبله کرده است. فصل اول این سریال در تاریخ ۹ می ـ ۲۰ اردیبهشت ـ در کانال تلویزیونی و پلتفرم آرته منتشر می‌شود.

## جوایز

### بیست‌ودومین دوره جشن حافظ
| قسمت                             | نامزد         | نتیجه    |
| -------------------------------- | ------------- | -------- |
| بهترین مجموعه تلویزیونی          | نماوا         | نامزدشده |
| بهترین کارگردانی تلویزیونی       | نیما جاویدی   | برنده    |
| بهترین بازیگر مرد درام تلویزیونی | نوید محمدزاده | نامزدشده |
| بهترین بازیگر مرد درام تلویزیونی | احمد مهران‌فر  | نامزدشده |